# Eysins
Eysins (toponimo francese) è un comune svizzero di 1 262 abitanti del Canton Vaud, nel distretto di Nyon.

## Monumenti e luoghi d'interesse
- Chiesa riformata, eretta nel 1930[1].

## Società

### Evoluzione demografica
L'evoluzione demografica è riportata nella seguente tabella:
Abitanti censiti

## Infrastrutture e trasporti
Eysins è servito dall'omonima stazione, capolinea della ferrovia Nyon-Eysins.

## Amministrazione
Ogni famiglia originaria del luogo fa parte del cosiddetto comune patriziale e ha la responsabilità della manutenzione di ogni bene ricadente all'interno dei confini del comune.